# Мокаев, Аллахберди Тенгизович
Аллахберди Тенгизович Мокаев (карач.-балк. Мокаланы Тенгизни жашы Аллахберди; 1921, Кашхатау, ГАССР, СССР — 1978) — советский педагог, кандидат педагогических наук, заслуженный учитель РСФСР, депутат Верховного совета КБАССР.

## Биография
- Выпускник Нальчикского педагогического училища
- 1941 — 1943 — участник Великой Отечественной войны, служба в танковых войсках
- 1943 — направлен на Урал для формирования нового танкового корпуса.
- С 1944 г. по 1958 г.  — в Свердловской области: завуч, а затем директор Курьинской сельской школы и учителем географии.
- В 1958 году, вскоре после реабилитации балкарского народа с женой и детьми вернулся на родину в Кабардино-Балкарию.
- C 1958 года занимал должности директора нальчикских школ №9 и №13, а впоследствии заведующего районо.

## Личная жизнь
Анна Ивановна Мокаева (в девичестве Лескина) — жена.
- Валерий — сын
- Татьяна — дочь
- Владимир (род. 1950) — сын, художник,